# لوییس نرو
لویی نرو (متولد ۲۴ سپتامبر ۱۹۷۶ در تورین) کارگردان و فیلم نامه نویس ایتالیایی است.

## زندگی و حرفه
نرو در سال ۱۹۹۹ در دانشگاه د.ا.م. س تورین مدرک گرفت. او هم‌اکنون در حال تحصیل برای گرفتن مدرک دوم فلسفه نظری است. وی از سال ۱۹۹۸ رئیس L'Altrofilm است. از سال ۲۰۰۴ او عضو دائمی هیئت داوران دیوید دی دوتانلو (جوایز اسکار ایتالیا) است. اولین فیلم او گولم در دیوید دوناتلو شرکت کرد و نامزد دریافت جایزه طلای کیاک به عنوان بهترین کار اول شد. او چهار فیلم طولانی تولید کرده‌است و به‌طور منظم در تئاتر، فیلم خانگی و تلویزیون نمایش داده می‌شود. او در سال ۲۰۰۵ پیانوسکوئنزا را فیلمبرداری کرد که فیلمی طولانی بود.
در خشم (فیلم ۲۰۰۸)، که او کارگردانی آن را بر عهده داشت و در پایان سال ۲۰۰۷ فیلمبرداری شد، بسیاری از بازیگران بزرگ، مانند فای دناوی، فرانکو نرو، تینتو براس، کورین ردگریو حضور داشتند.
موسیقی این فیلم ساخته لوئیس باکالوف، برنده جایزه اسکار و تهو تِاردو است. این فیلم داوید دوناتلو نامزد شده بود. او در سال ۲۰۱۱ راسپوتین (فیلم ۲۰۱۱) و در سال ۲۰۱۴ رمز و راز دانته را فیلمبرداری کرد. آخرین فیلم او کلید شکسته‌است با بازی بازیگران بین‌المللی بسیاری مانند: راتگر هاور، کریستوفر لمبرت، جرالدین چاپلین و مایکل مادسن.

## فیلم‌شناسی

### کارگردان و فیلمنامه‌نویس

#### کوتاه
- مکعب (۱۹۹۸)

#### فیلم سینما
- گولم (۲۰۰۳)
- Longtake (2005)
- هانس (۲۰۰۶)
- La rabbia (2008)
- Rasputin (2011)
- اسرار دانته (۲۰۱۴)
- کلید شکسته (۲۰۱۷)